# اسماعیل یزدی

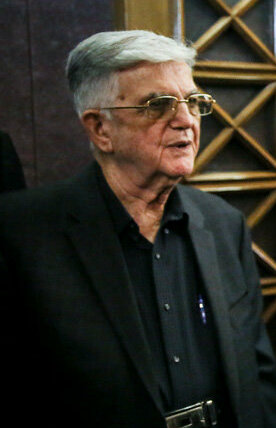
نگاره‌ای از اسماعیل یزدی – شهریور ۱۳۹۶

اسماعیل یزدی (۱۳۱۰ در قزوین،شاهنشاهی پهلوی ایران– ۲۲ اسفند ۱۳۹۸ در تهران،ایران) دندان‌پزشک اهل ایران، جراح فک و صورت و عضو پیوسته فرهنگستان علوم پزشکی بود.

## زندگی
او از برجسته‌ترین جراحان فک در خاورمیانه، بنیانگذار جراحی فک، دهان و صورت در ایران و از پایه‌گذاران بیمارستان پارس تهران بود.
یزدی همچنین صاحب‌امتیاز روزنامه میزان بود.
او در سال ۱۳۹۰، نشان درجه یک دانش دریافت کرد.
او برادر ابراهیم یزدی بود. 
وی یکی از پزشکان معالج دکتر محمد مصدق بود.آبان ۱۳۴۵ بود که دکتر اسماعیل یزدی جواز ورود به قلعه احمدآباد را یافت و ابتلای دکتر مصدق به سرطان را تشخیص داد.وی متولد سال۱۳۱۰در شهر قزوین است وفرزند دوم از هفت فرزند خانواده است.تحصیلات ابتدایی و متوسطه را در دبستان ادب و دبیرستان دارالفنون در سال ۱۳۲۷به اتمام رسانید.و پس از ورود به دانشگاه تهران در سال ۱۳۳۲ با درجه ممتاز از دانشکده دندانپزشکی فارغ التحصیل شد.او بعد از دریافت بورس تحصیلی، عازم ایالات متحده شد و در دو رشته‌ی جراحی و آسیب‌شناسی فک و دهان از مراکز وابسته به دانشگاه هاروارد و دانشکده دندان‌پزشکی دانشگاه تافتز در شهر بوستن مدرک تخصصی گرفت و عازم وطن شد.

## درگذشت
اسماعیل یزدی در تاریخ ۲۲ اسفند ۱۳۹۸ براثر ابتلا به بیماری کرونا درگذشت..